# Sânmărghita (okręg Marusza)
Sânmărghita – wieś w Rumunii, w okręgu Marusza, w gminie Sânpaul. W 2011 roku liczyła 242 mieszkańców.